# Il dorso della balena
Il dorso della balena è un album del cantautore italiano Bruno Lauzi, pubblicato nel 1992 dall'etichetta discografica Pincopallo.

## Tracce
1. Canzone per l'America
2. Se stai cercando me
3. Genova & la luna
4. Stornello
5. Questi posti davanti al mare
6. D.A.I. (Deluso Altruista Innamorato)
7. Sangue di chitarrista, cuore di musicista
8. Naviganti
9. La petroliera e l'astronave
10. Al mio nemico Francesco
11. Il dorso della balena
12. Finale Ligure

## Formazione
- Bruno Lauzi – voce
- Maurizio Fabrizio – chitarra acustica, cori, tastiera, pianoforte
- Lauro Ferrarini – chitarra classica
- Andrea Braido – chitarra acustica
- Claudio Guidetti – tastiera, cori, chitarra elettrica
- Agostino Marangolo – batteria
- Nazareno Cicoria – violoncello
- Emanuele Cisi – sassofono soprano
- Lalla Francia, Danila Satragno – cori